# 鼻根點
鼻根點（英語：Nasion）位於額鼻縫的最前端，是额骨的鼻端部分和鼻子的兩個鼻骨的交點。在外觀上，位於臉部雙眼之間，鼻橋上方。它是僅次於眉間的測顱界標。